# Вадо ди Ваљија (Фрозиноне)
Вадо ди Ваљија је насеље у Италији у округу Фрозиноне, региону Лацио.
Према процени из 2011. у насељу је живело 52 становника. Насеље се налази на надморској висини од 297 м.